# アルベルト・オルマエチェア
アルベルト・オルマエチェア（Alberto Ormaetxea Ibarlucea, 1905年1月6日 - 2005年10月28日）は、スペイン・ギプスコア県エイバル出身のサッカー選手、サッカー指導者。現役時代のポジションはフルバック。

## 経歴

### 選手時代
ギプスコア県エイバルに生まれ、1958年に地元のSDエイバルからデビューしたが、1958-59シーズンはセグンダ・ディビシオンからセグンダ・ディビシオンBへの降格を経験した。1959年にはレアル・ソシエダに移籍した。
レアル・ソシエダでは2シーズンをBチームで過ごし、1961年にトップチームに昇格したが、1961-62シーズンにはプリメーラ・ディビシオンからセグンダ・ディビシオンへの降格を経験した。1966-67シーズンにはプリメーラ・ディビシオンに昇格した。1969-70シーズンには28試合すべてに先発出場して2得点し、チームはプリメーラ・ディビシオンで7位となった。負傷などもあって、35歳だった1974年に引退した。レアル・ソシエダでは公式戦通算280試合に出場した。

### 指導者時代
1974年の現役引退後すぐにレアル・ソシエダのアシスタントコーチとなり、1978年にはホセ・アントニオ・イルレギ監督に代わって監督に就任した。1978-79シーズンには4位となり、1979-80シーズンにはレアル・マドリードに勝ち点1及ばずにプリメーラ・ディビシオン優勝を逃したが、1980-81シーズンには初優勝を果たし、1981-82シーズンには2連覇を達成した。コパ・デル・レイでも1982年と1983年に2連覇を達成している。1985年にレアル・ソシエダ監督を退任した。
1986年9月にはエルクレスCFの監督をわずか1ヶ月で退任し、プロサッカー指導者から引退した。その後はレアル・ソシエダのシニアチームで草サッカーをプレーしたり、エル・ディアリオ・バスコ紙にコラムを執筆したりした。2005年のレアル・ソシエダ会長選挙ではミゲル・フエンテスを支持した。

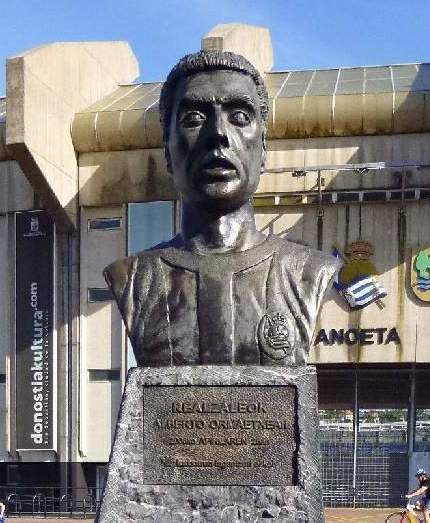
ソシエダのホームスタジアムにあるオルマエチェアの胸像

長い闘病生活の末に、同年10月28日にサン・セバスティアンで死去した。66歳だった。レアル・ソシエダのホームスタジアムであるエスタディオ・アノエタにはオルマエチェアの胸像が飾られている。

## 所属クラブ
- 1958–1959  SDエイバル
- 1959–1962  レアル・ソシエダB

1959–1960 → SDエイバル（レンタル移籍）
- 1962–1974  レアル・ソシエダ

## 指導クラブ
- 1974–1978  レアル・ソシエダ（コーチ）
- 1978–1985  レアル・ソシエダ
- 1986  エルクレスCF

## タイトル

### 選手時代
レアル・ソシエダ
- セグンダ・ディビシオン : 1966-67

### 指導者時代
レアル・ソシエダ
- プリメーラ・ディビシオン: 1980–81, 1981–82
- スーペルコパ・デ・エスパーニャ: 1982